# Amalasunta
Amalasunta (Ravenna, 495 circa – Isola Martana, 30 aprile 535) è stata l'unica figlia del re ostrogoto Teodorico.
Con la morte del padre, nel 526, divenne reggente del regno degli Ostrogoti in nome del figlio Atalarico.

## Biografia
Amalasunta, in gotico Amalaswintha, nacque a Ravenna da Teodorico e da Audofleda, sorella del re dei Franchi Clodoveo I.
Nel 515 sposò Eutarico, appartenente alla stirpe degli Amali, il quale morì nel 522, lasciandola con due figli: il maggiore, Atalarico, di cinque anni, e Matasunta. Quando Teodorico morì, nel 526, divenne re il nipote Atalarico, e Amalasunta fu nominata reggente in nome del figlio, ancora bambino.

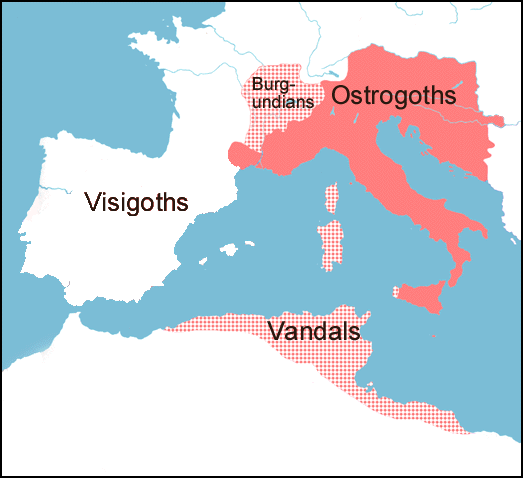
Il Regno degli Ostrogoti nel 523

Procopio e Cassiodoro, suo magister officiorum, la descrivono profondamente influenzata dalla cultura romana, conoscitrice della lingua latina e greca: Amalasunta diede all'istruzione del figlio un'impostazione più in linea con la tradizione romana che con quella gota e perseguì una politica di buoni rapporti tra Goti, Romani e Bizantini, restituendo i beni già confiscati ai figli di Boezio e di Simmaco, e favorendo la nomina di elementi moderati alle maggiori cariche dello Stato. Elesse il goto Tuluin, già praepositus sacri cubiculi sotto Teodorico, patricius praesentalis, con diritto di sedere in Senato e di assumere la cittadinanza romana, e gli affidò il comando dell'esercito.
La prevalenza di romani goticizzanti nei posti di comando del regno - Cipriano succedette a Cassiodoro nella carica di magister officiorum - e il disinteresse mostrato, a differenza del padre Teodorico, per le vicende degli alleati Visigoti, in difficoltà di fronte all'espansione del Regno franco, le alienarono la solidarietà di una parte della nobiltà ostrogota, che riuscì a sottrarle la cura dell'educazione del figlio, allo scopo di farne un futuro re che potesse governare secondo le tradizioni degli antenati. Amalasunta reagì bandendo, e successivamente facendo uccidere, tre dei capi sospettati di cospirare contro il suo potere e allo stesso tempo aprì dei negoziati con l'imperatore Giustiniano I, nella prospettiva di fuggire fino a Costantinopoli con il tesoro ostrogoto, consistente, secondo Procopio, nell'enorme somma di 2.880.000 solidi d'oro.
Queste trattative sarebbero avvenute nel 532 e, sempre secondo Procopio, avrebbero avuto l'intento di eliminare e sostituire Teodora, divenendo lei imperatrice. I Goti a lei ostili sospettavano invece che Amalasunta intendesse sposarsi con un altro nobile goto, eliminando il figlio dalla successione per governare direttamente l'Italia: questa tesi è ripresa da Gregorio di Tours, ostile nei confronti di Amalasunta a causa della sua confessione ariana.
Amalasunta appoggiò anche le operazioni della flotta bizantina di Belisario, impegnata nella guerra contro i Vandali, impossessandosi della fortezza di Lilibeo, in Sicilia, già possedimento ostrogoto portato in dote nel 500 da Amalafrida, sorella di Teodorico e madre di Teodato, al vandalo Trasamondo. La riappropriazione di Lilibeo non fu però riconosciuta da Giustiniano, che dal 533 iniziò con il regno goto una complessa trattativa coinvolgente problemi politici e questioni teologiche - la controversia teopaschita - durante la quale Amalasunta avrebbe trattato con il senatore Alessandro, inviato dall'imperatore, la consegna dell'Italia all'Impero nel caso in cui, con la morte del figlio Atalarico, ormai gravemente malato, i suoi rapporti con la nobiltà gota si fossero dimostrati insostenibili.
Alla morte del figlio, avvenuta il 2 ottobre 534, Amalasunta divenne regina a tutti gli effetti e associò al trono il cugino Teodato, duca di Tuscia, con l'intento di rafforzare la propria posizione. Teodato era infatti uno dei più influenti esponenti della nobiltà gota, ma anche educato alla greca e proprietario in Toscana di grandi latifondi, che aveva offerto a Giustiniano in cambio di proprietà e onori imperiali, tra i quali un posto in Senato. Teodato poteva essere un elemento di equilibrio nella politica perseguita da Amalasunta, rassicurando gli elementi goti all'interno e garantendo, all'esterno, i buoni rapporti con l'Impero d'Oriente.

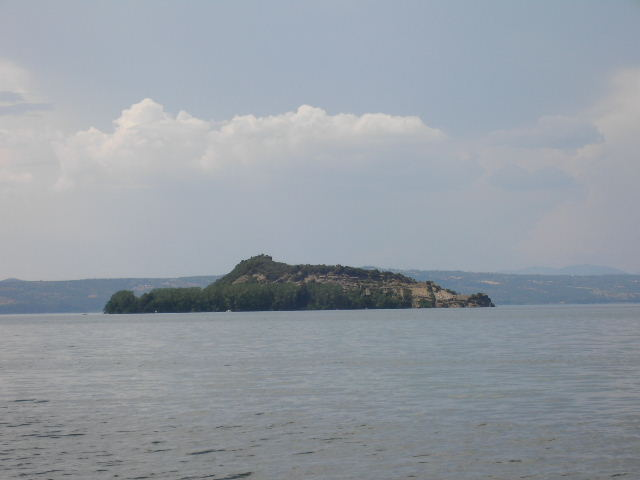
L'Isola Martana nel lago di Bolsena, dove Amalasunta fu reclusa fino alla morte

Non sono chiari tutti gli aspetti del complesso gioco politico nel quale finì per cadere Amalasunta, né quale sia stato il ruolo di Giustiniano attraverso il suo ambasciatore Pietro che, secondo Procopio, avrebbe avuto contatti con Teodato prima e dopo la decisione di relegare la regina sull'isola Martana, nel lago di Bolsena, dove nel 535, il 30 aprile, fu strangolata nel bagno da parenti di quei Goti che ella aveva ordinato di assassinare.
Giustiniano, che pure aveva riconosciuto la legittimità del regno di Teodato, prese a pretesto l'assassinio di Amalasunta per iniziare la guerra gotica, che avrebbe visto i Goti fronteggiare i Bizantini per molti anni.
Il mito s'impadronì della fine tragica di Amalasunta. L'isola Martana, nel lago di Bolsena, è famosa per una inquietante leggenda: qui si aggirerebbe il fantasma di una regina crudelmente tradita e uccisa nella notte del 30 aprile 535. La leggenda narra che sull'Isola Martana, nel Lago di Bolsena, si aggiri il fantasma di Amalasunta, che sorge silenziosa dalle rovine del palazzo in cui fu tenuta prigioniera, aleggiando sugli scogli attorno all'isolotto, infestando l'intera isola. Molti pescatori attestano che il suo spirito non trovi pace ed imperversi a seguito della sua tragica morte, avvenuta per mano del cugino Teodato, che la fece imprigionare e uccidere per usurpare il trono. Alcune versioni della leggenda raccontano anche che il fantasma di Amalasunta vaghi ancora per l'isola, lanciando urla strazianti, tormentato dalla sua tragica fine.  il suo spirito appaia nelle notti di luna piena. Inoltre molti pescatori di Marta (VT) affermano che durante le giornate di forte tramontana, vicino l'isola Martana, sia possibile ancora udire le urla strazianti della regina dei Goti risuonare tra le cupe acque del lago.
Si narra anche di una strada che collegava anticamente l'isola Martana alla terraferma e che era solita essere percorsa dalla regina. A questa strada, probabilmente esistita viste le conferme degli ultimi rilevamenti subacquei, è stato dato il nome di "strada di Amalasunta" proprio in onore alla regina.